# Torella del Sannio
Torella del Sannio è un comune italiano di 688 abitanti della provincia di Campobasso in Molise.
È un paese di antichissime origini che vede l'attuale struttura nascere intorno al XVIII secolo.

## Geografia fisica
Il paese è strutturato principalmente su due colli: il Colle, che rappresenta la parte nuova, e il Ciglione, dove si sviluppa la parte più antica del paese, con il castello e la chiesa che lo dominano.

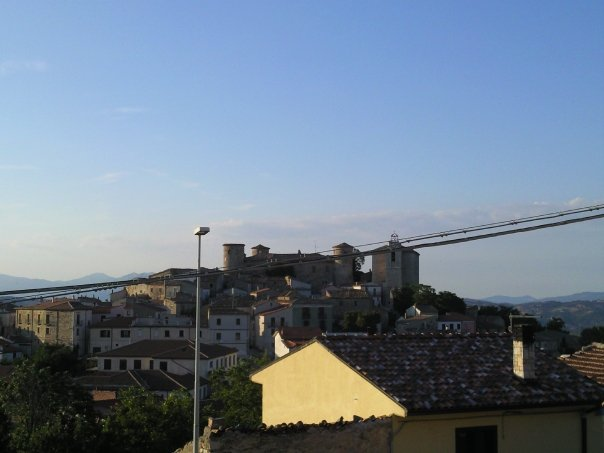
Veduta del Ciglione

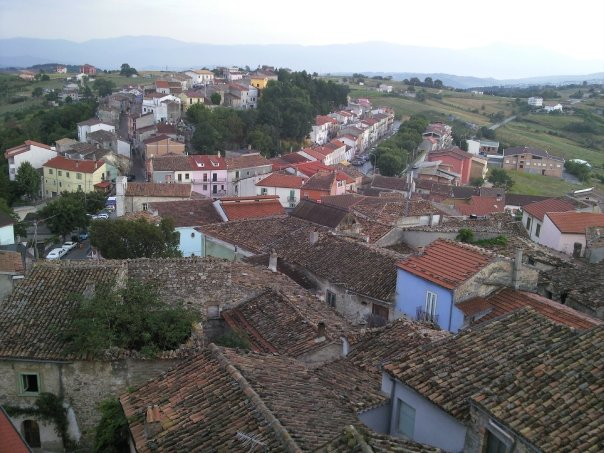
Veduta del Colle

Il comune è situato tra i fiumi principali della regione, Trigno e Biferno e, grazie alla sua posizione elevata permette di vedere un panorama composto dai monti della Maiella e del Gran Sasso.

## Storia

### Epoca longobarda
Il nucleo sorse attorno a una torre costruita dai Longobardi nel IX secolo. Il borgo sorse dunque dalla cima del colle fino in basso alla valle. Una leggenda racconta che il bimbo era prospero e florido; tuttavia quando cadde in corruzione, fu devastato da locuste e cavallette.

### Epoca aragonese e settecentesca
Il castello si sviluppò nel XIII secolo grazie agli Angioini, e fu costruita anche la parrocchia di San Nicola. Nel XV secolo il feudo passò ad Alfonso d'Aragona che rimodellò le torri circolari. Dopo la decadenza degli aragonesi nel Molise, il castello ducale passò ai Carafa, ai Caracciolo, e nel settecento ai Ciamarra che furono gli ultimi proprietari.
Fino al primo Novecento, il paese mantenne un'economia prettamente feudale e agricola.

### La tragedia di Monongah
Erano provenienti da Torella 12 delle vittime del disastro minerario di Monongah, il più grave che la storia degli Stati Uniti ricordi. La sciagura avvenne nella cittadina di Monongah, in Virginia Occidentale, la mattina del 6 dicembre 1907.

### Attualità
Il paese negli anni Sessanta ha subìto spopolamento per emigrazione a Campobasso o fuori regione. Attualmente il centro si regge sull'economia agricola, sull'edilizia e sui servizi.

### Simboli
Lo stemma e il gonfalone sono stati concessi con decreto del presidente della Repubblica del 27 ottobre 1994.
Il gonfalone è un drappo di giallo.

## Monumenti e luoghi d'interesse

### Castello medioevale
Si trova in cima a Colle Ciglione, in alto sopra il borgo, dove fu costruita la prima torre longobarda del IX secolo. Nel XIII secolo fu fortificato come vero castello dagli Angioini. Nel XV secolo fu ampliato dagli aragonesi e successivamente passò a vari baroni tra i quali Ferrante d'Aragona, i Francone e i Caracciolo, passando in seguito alla famiglia Ciamarra. Il castello ha forma di un palazzo gentilizio di pianta rettangolare irregolare, con muratura in mattoni. Presenta tre torri circolari con sommità decorata da merlature e cappuccio a cono per tetto ed una torre quadrata più bassa. La proprietà del Castello è attualmente divisa tra la famiglia di Pasquale Venditti di Bojano che nel 2004 acquistò la parte originariamente posseduta dal ramo Aurelio Ciamarra (1818 figlio di Antonio Ciamarra che nel 1825 acquistò tutto il castello dai Caracciolo) ridotta in semirovina e che successivamente restaurò con grande perizia e le famiglie di Mariano Pica Ciamarra e di Leonardo Cammarano che posseggono la restante parte originariamente posseduta dal ramo Aurelio Ciamarra (1811, altro figlio di Antonio Ciamarra) e che ospita oggi un museo dedicato alla pittrice Elena Ciamarra.

### Chiesa di San Nicola
La prima costruzione risale al XIII secolo circa. Tuttavia dopo il terremoto del 1456, fu completamente ricostruita in forme rinascimentali, e poi rimodellata in forme tardo-barocche nel XVIII secolo. La chiesa è legata al castello da un muro laterale ed è a pianta rettangolare a navata unica. Ha un campanile a torre.

## Società

### Evoluzione demografica
Abitanti censiti

## Cultura

### Cucina

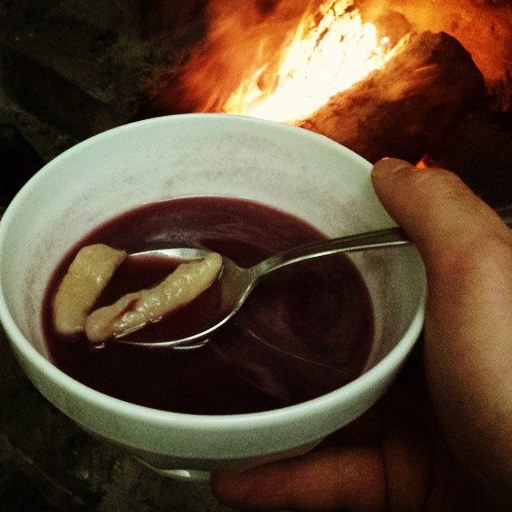
Scattone

Principale tradizione enogastronomica del paese è lo scattone.
Lo scattone è il piatto tipico di Torella del Sannio, anche se non trattandosi di una pietanza convenzionale viene oggi considerato una sorta di antipasto.
Appartenente alla cultura contadina da diversi secoli, viene preparato versando la pasta all'interno di una ciotola, preferibilmente di terracotta, aggiungendo l'acqua di cottura della stessa ed il vino rosso. A piacere si può anche aggiungere zucchero, pepe o peperoncino.